# یهودیان ایرانی
حضور یهودیان در ایران، به بیش از سه هزار سال پیش و مهاجرت‌های اجباری یهودیان از اسرائیل به آشور، بابل و بخش‌های غربی و مرکزی ایران در طی چند دوره متوالی بازمی‌گردد. آنان در طول تاریخ با دیگر ایرانیان ارتباط تنگاتنگ فرهنگی و دینی داشته‌اند، به‌طوری‌که در سیاهکل یهودیان در ماه رمضان همراه با مسلمانان روزه می‌گرفتند و در کردستان در مراسم صوفیان شرکت می‌جستند. یهودیان در زندگی فرهنگی ایران حضوری فعال داشته‌ و برای خود هویت ایرانی قائل هستند.

## پیشینه

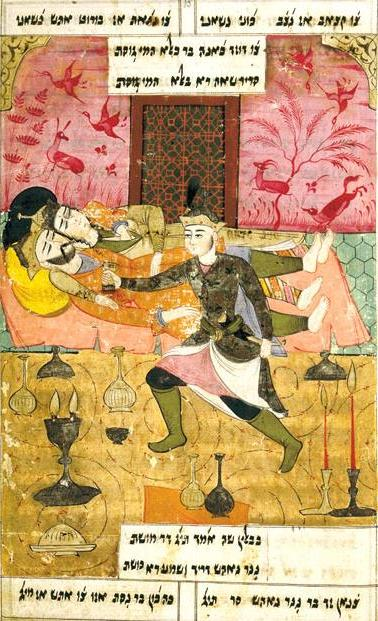
خسرو و شیرین اثر نظامی گنجوی به خط عبری

در زمان کوروش بزرگ، یهودیان اجازه یافتند به سرزمین اسرائیل که بخشی از امپراتوری هخامنشی شده بود، بازگردند و معبد خود را بازسازی کنند. اما گروهی از آن‌ها در ایران ماندند و آزادانه دین و فرهنگ خود را حفظ کردند. این روایتِ رواداریِ کورش نسبت به یهودیان در عهد عتیق از کتاب مقدس آمده‌است و یهودیان جهان به همین دلیل او را یکی از ناجیانِ قوم خود می‌دانند.
شماری از اماکن مقدس و تاریخی یهودیان در ایران قرار دارند که آرامگاه پیامبران و بزرگان بنی‌اسرائیل مانند دانیال نبی در شوش، و پیامبر حبقوق در تویسرکان از این جمله‌اند و مورد احترام مسلمانان و مسیحیان نیز می‌باشند؛ و نیز آرامگاه چندتن از بزرگان برجسته یهودی هاراو اورشرگاء در یزد و خاخام ملا مشه هلوی در کاشان قرار دارند.
همچنین آرامگاهی منسوب به استر و مردخای در همدان وجود دارد که بسیار مورد احترام یهودیان می‌باشد.

### کتاب استر
کتاب استر فصلی معروف از عهد عتیق است که در آن گفته می‌شود او به کمک عموی خود مردخای با خشایارشا ازدواج می‌کند و موفق می‌شود با استفاده از موقعیت خود تهدیدی را که متوجه هم‌دین‌هایش بوده‌است را از میان بردارد. با این حال در تطابق افسانۀ استر با واقعیات تاریخی تردیدها و اختلاف نظرهای زیادی وجود دارد. شخصیت استر نزد یهودیان ایران و جهان از یک ارزش اسطوره‌ای و مذهبی برخوردار است و داستان او و مقبره‌اش نماد پیوند آنان با ایران زمین و از علت‌های گرایش یهودیان جهان به تاریخ ایران است.

### ورود اسلام به ایران
در دوران اسلامی عمده‌ترین مراکز سکونت یهودیان در عراق و شهرهایی همانند سورا، پومبدیتا و تیسفون و پس از آن در شهرهای ایران از جمله همدان، نهاوند، گندی‌شاپور، شوش، تستر و مناطقی چون قهستان و جرجان بود. یکی دیگر از نواحی یهودی‌نشین محلی به نام یهودیه در سرزمین اصفهان بود که احمد بن یحیی بلاذری به قرارداد صلحی که در فتح اصفهان در یهودیه بسته شد اشاره کرده‌است.
پس از اسلام یهودیان نیز مانند دیگر اقلیت‌های دینی مجبور به پرداخت جزیه بودند. گرچه قوانین محدودکننده‌ای همانند ممنوعیت ساخت کنیسه، اجبار به کوتاه‌تر بودن کنیسه‌ها از مساجد، حمل نکردن سلاح و پوشیدن لباس‌های خاص گاه گاه به صورت پراکنده دربارهٔ یهودیان اجرا می‌شد اما با این حال وضع یهودیان در حکومت اسلامی بسیار بهتر از وضعی بود که در امپراتوری روم شرقی داشتند.

### دوران خلافت اسلامی
در دوران خلفای راشدین و پس از آن در دوره امویان و عباسیان، یهودیان دوره جدید از حیات فرهنگی و اجتماعی را آغاز کردند. در این دوره رهبری سیاسی و اجتماعی یهودیان بر عهده شخصی به نام رأس جالوت بود که توسط دستگاه خلافت به رسمیت شناخته می‌شد. رأس جالوت از میان یکی از رؤسای مدارس مذهبی شهرهای پومبدیتا و سورا که به گائون یا غائون معروف بودند انتخاب می‌شد. یهودیان ایران علاوه بر پرداخت جزیه به گائون اعاناتی هم برای او می‌فرستادند و در مقابل گائون قضات و روحانیون یهودی را برای اداره جوامع و اجرای شعائر به این مردم گسیل می‌کرد. همین فرستاده‌ها باعث شدند که همدان و اصفهان در قرن ششم هجری به مراکز عمده فرهنگی یهودیان تبدیل شوند.
پس از درگیری گائونها بر سر مقام رأس جالوت که به از بین رفتن این مقام انجامید. جامعه یهودیان ایران دچار آسیب‌های فراوان شد. این دوره هم‌زمان بود با ظهور فرقه‌های جدیدی چون قرائیم و قیام افرادی چون عوبدیا ابو عیسی یهودی که دست به تجدید نظرهایی در یهودیت زدند که البته همه با مقاومت گائون‌هایی همانند سعادیا گائون به شکست انجامید.
در دوران اسلامی فشار خراجهای سنگین جامعه یهودیان را مجبور به خروج از روستاها و روی آوردن به شهرها کرد مهاجرت‌هایی که تا دوران جدید نیز ادامه یافت. این تغییر در جامعه یهود آن‌ها را بر مشاغل معاملاتی و همچنین صنایع مسلط گرداند.

### غزنویان
در دوران غزنویان و سلجوقیان رشد جامعه یهودی ادامه یافت به صورتی که بسیاری از ایشان به دربارهای این حکومت‌ها راه یافتند از این جمله می‌توان از اسحاق نامی که در دربار سلطان محمود غزنوی مأمور اداره معادن سرب بلخ بود و همچنین چندین یهودی که در دستگاه خواجه نظام‌الملک طوسی به امور دیوانی مشغول بودند را نام برد.
در فتوحات مغول یهودیان نیز مانند دیگر ایرانیان آسیب‌های فراوان دیدند اما از میان رفتن مرزهای دینی در این دوره به ایشان فرصت شرکت فعالانه در امور حکومت را داد تا جایی که در دوران سلطنت ارغون‌خان فردی به نام سعدالدوله به منصب وزارت دست یافت. در دوره جانشینان ارغون‌خان جزیه دوباره برقرار شد و یهودیان مورد تعقیب آزار و تاراج قرار گرفتند. تیمور لنگ نیز به قول ابن عربشاه دستور داد مسلمان و اهل ذمه را یکسان تباه سازند.

### صفویه
در دوران صفویان که مذهب رسمی ایران «شیعه» اعلام شد، یهودیان بیش از هر زمان دیگری در مضیقه و در معرض تبعیض قرار داشتند.
به جز زمان سلطنت شاه عباس بزرگ، دوران صفویان برای یهودیان دوران آزار و تعقیب و تغییر دین اجباری است. تا جایی که گروه بسیاری از آنان ناچار به ترک وطن و کوچ به امپراتوری عثمانی شدند. که البته پس از روی کار آمدن نادرشاه و پس از او زندیان بود که یهودیان روی آسایش دیدند و این روند به پایان رسید.

### قاجاریه

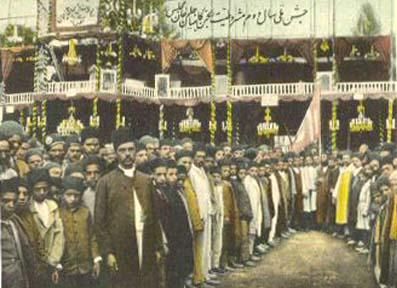
یهودیان در جنبش مشروطه

دوران قاجار برای یهودیان دوران بازگشت دوباره رنج‌ها است. دوران از سرگیری تغییر اجباری دین (به ویژه واقعه الله‌داد در مشهد در زمان محمدشاه) است.
با تشکیل مجلس شورای ملی پس از پیروزی جنبش مشروطه، اقلیت‌های دینی از کرسی نمایندگی برخوردار شدند و یهودیان تا به امروز در همه دوره‌ها دارای نماینده بوده‌اند.

### پهلوی
در زمان سلطنت رضاشاه و محمدرضاشاه به‌تدریج وضع اجتماعی یهودیان در ایران بهبود یافت.
نخستین اطلاعات رسمی در مورد تعداد یهودیان ایران، در زمان پهلوی در سالنامه رسمی ۱۳۰۵ خورشیدی منتشر شد. بر این اساس تعداد یهودیان ایران در آن سال برابر ۴۵۰۰۰ نفر بوده و در بیشتر شهرهای ایران ساکن بوده‌اند. شغل بیشتر مردان یهودی ساکن ایران کسب و تجارت و دلالی بوده و فلاحت پیشگان نادرند. همچنین برترین و زبردست‌ترین ماماهای تهران در این دوره، زنان یهودی بوده‌اند و بالاترین دستمزد در میان زنان قابله را داشته‌اند.
بعد از جنگ جهانی دوم عده‌ای از یهودیان ایران به اسرائیل کوچ کردند و بیشتر آن‌ها در آنجا با شرایط دشواری مواجه شدند. اما در دهه‌های بعدی عده‌ای از آن‌ها حتی به رده‌های بالای سیاسی دست یافتند که از آن جمله می‌توان به رئیس‌جمهور موشه کتساف (موسی قصاب) و شائول موفاز وزیر پیشین دفاع اشاره کرد.

### جمهوری اسلامی

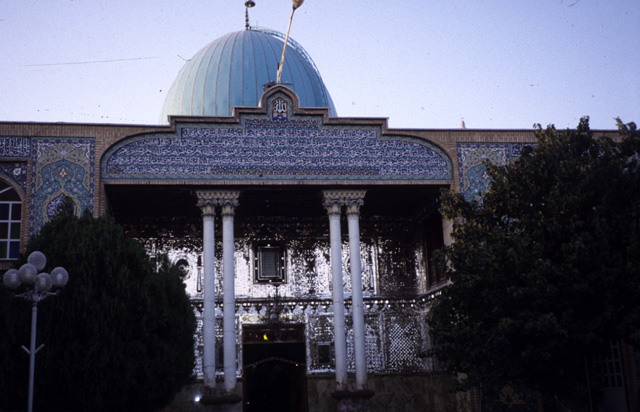
«پیغمبریه» در قزوین. محل دفن چهار پیغمبر یهودی است.

بعد از انقلاب ۱۳۵۷ موجی از مهاجرت در میان یهودیان ایران آغاز شد و جمعیت ۸۰ تا ۱۰۰ هزار نفری آنان به مرور کاهش یافت و اکنون به کمتر از ۲۵۰۰۰ نفر رسیده‌است. بیشتر مهاجران یهودی ایرانی که بعد از انقلاب ایران را ترک کردند در کالیفرنیا و نیویورک در آمریکا ساکن شدند و گروهی نیز در اسرائیل و اروپا. جمشید دلشاد شهردار پیشین بورلی هیلز در ایالت کالیفرنیا (در بازه زمانی مارس ۲۰۰۷ تا مارس ۲۰۰۸) یک یهودی ایرانی‌تبار است که سال‌ها پیش از انقلاب به آمریکا مهاجرت کرده بود. بخش مهمی از جمعیت این محلهٔ اعیان‌نشین را یهودیان ایرانی‌تبار تشکیل می‌دهند.
بیش از نیمی از یهودیان باقی‌مانده در ایران در تهران ساکن‌اند و مابقی در شهرهایی چون شیراز و اصفهان و شمار اندکی در یزد و همدان و دیگر مناطق پراکنده‌اند. بیشتر یهودیان به دلیل دشواری‌های استخدامی به مشاغل آزاد رو می‌آورند. البته از نظر قانون منعی برای استخدام آن‌ها در بیشتر مشاغل وجود ندارد.
جنبش‌های سیاسی، اجتماعی و شرعی جامعۀ یهودی در سه چرخهٔ مرجع دینی یهودیان، نماینده یهودیان در مجلس شورای اسلامی و هیئت مدیره انجمن کلیمیان تهران متمرکز است. هرگونه اعلام موضع یا پیگیری مسائل حقوقی، سیاسی و اجتماعی جامعۀ یهودی از طریق نهادهای مذکور صورت می‌گیرد.

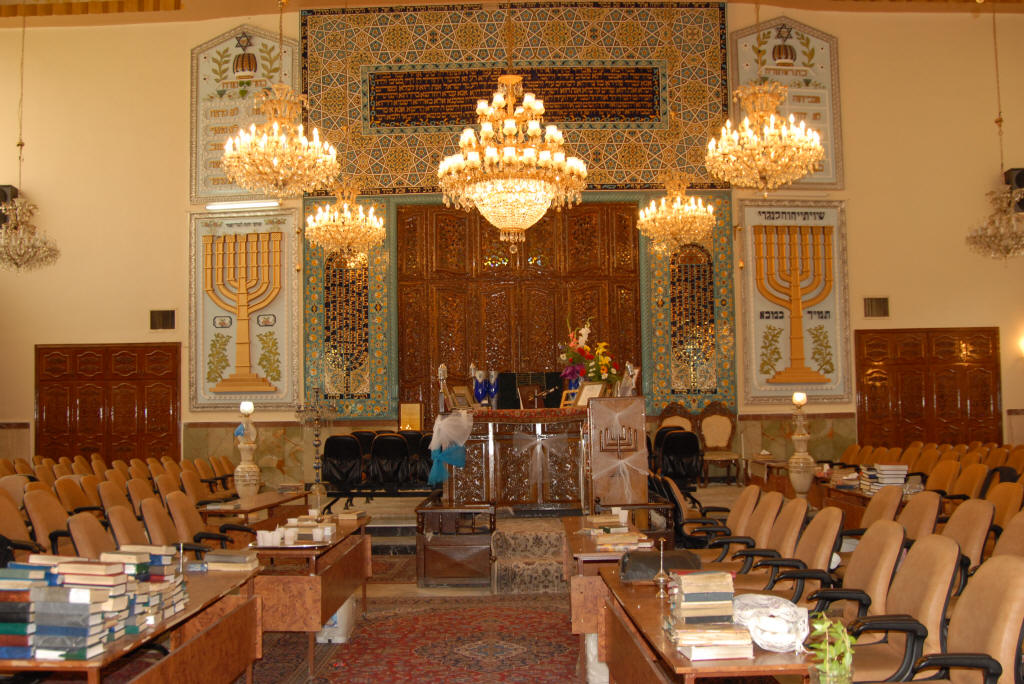
کنیسه یوسف‌آباد در یوسف‌آباد تهران.

هم‌اکنون این جامعه دارای کنیسه‌های متعدد، مدارس خاص، مجتمع‌های فرهنگی، سازمان‌های جوانان، دانشجویان، سرای سالمندان، کتابخانه مرکزی، تالار اجتماعات و فروشگاه‌های مواد گوشتی طبق شرع یهود در مناطق و شهرهای یهودی‌نشین است. اطلاع‌رسانی و نشر آثار فرهنگ یهودی به صورت کتاب‌ها و نشریات متعدد با افت و خیز، همواره جریان داشته و پس از انقلاب علاوه بر بولتن‌های داخلی دوره‌ای، نشریه تموز (تا سال ۱۳۶۸) و ماهنامه افق بینا (ارگان انجمن کلیمیان از سال ۱۳۷۸) عهده‌دار این امر بوده‌اند. یهودیان تهران، فعالیت‌های ورزشی خود را در قالب باشگاه ورزشی گیبور انجام می‌دهند. این باشگاه متولی کلاس‌های ورزشی و مسابقات داخلی و نیز مسابقات بین اقلیت‌های مذهبی بوده و از همکاری مربیان یهودی و غیریهودی بهره می‌برد. سازمان بانوان یهود نیز در زمینه ورزش بانوان با این باشگاه همکاری دارد. کانون خیرخواه از دیگر نهادهای نیکوکاری جامعه یهودی است که مهم‌ترین فعالیت آن، اداره بیمارستان دکتر سپیر در جنوب شهر تهران است که به ارائه خدمات به همه شهروندان مشغول است. هزینه اداره این بیمارستان عمدتاً توسط نیکوکاران یهودی تأمین می‌شود.
یهودیان تهران، مدارس متعددی از گذشته احداث و بهره‌برداری کرده‌اند. مدارس آلیانس یا اتحاد از جملهٔ این مدارس هستند که ابتدا در دوره قاجار و با حمایت اتحاد جهانی آلیانس تشکیل شدند و گسترش یافتند. این مدارس در دوران خود دارای کیفیت آموزشی بالایی بودند و زبان فرانسوی نیز در آن‌ها تدریس می‌شد. در سال‌های اخیر به علت کاهش جمعیت و نیز پراکندگی دانش‌آموزان یهودی در سایر مدارس عام، تعدادی از این مدارس در اختیار آموزش و پرورش و دانش‌آموزان دین‌های دیگر (مخصوصاً مسلمان) قرار گرفته‌اند. در سال ۲۰۰۵ پنج مدرسه اختصاصی آموزش یهودیان در تهران فعال بوده‌اند. این مدارس با مدیریت و قوانین آموزش و پرورش اداره می‌شوند اما تسهیلاتی متناسب با ضروریاتِ دین یهود و اعیاد مذهبی آن‌ها در برنامه‌ها در نظر گرفته می‌شود و دانش آموزان کتاب دینی خاص خود را فرا می‌گیرند.

## زبان
یهودیان در کردستان و آذربایجان به زبان‌های آرامی کلیمی صحبت می‌کنند (که البته رو به انقراض است). از این میان زبان جبلی در کردستان و لشان ددان در آذربایجان بنا بر گزارش یونسکو به کل منقرض شده‌اند. در مناطق مرکزی ایران یهودیان به زبان‌هایی ایرانی که در زیر شاخه زبان‌های ایران مرکزی جای دارند صحبت می‌کنند مانند گویش کلیمیان اصفهان، گویش کلیمیان یزد، راجی در همدان و گویش کلیمیان کاشان.

در اینجا می‌توانید نمونه‌هایی از این زبان‌ها را ببینید.

## پراکندگی و سازمان‌ها در ایران

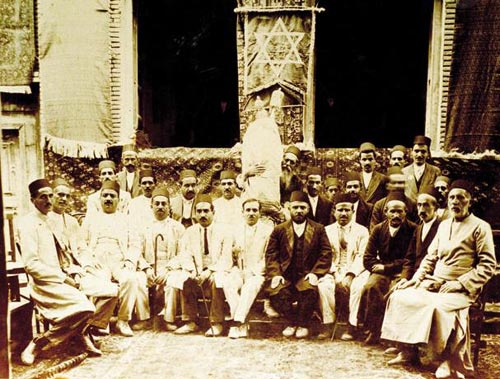
تصویری قدیمی از یهودیان در همدان

از دوره‌های کهن تاکنون یهودیها در هر جایی که بوده‌اند برای اداره امور فرهنگی، مذهبی و آموزش اصول دینی سازمان‌هایی را ایجاد کرده‌اند. البته هیچ‌یک از این نهادها و قوانین در تعارض با قوانین دولت‌های ایران نبوده‌است. مهم‌ترین نهاد امروزی ایرانیان یهودی انجمن کلیمیان تهران است و تمامی انجمنهای دیگر زیر نظر این انجمن اداره می‌شود؛ که طبق قوانین جمهوری اسلامی ایران و زیر پوشش سازمان اوقاف و امور خیریه است ولی مستقلاً توسط هیئت مدیره‌اش اداره می‌شود.
جمعیت کلیمیان امروزه حدود سی هزار نفر برآورد می‌شود که به‌طور عمده در شهرهای شیراز، اصفهان، رشت ، همدان، کرمانشاه، یزد، کرمان، رفسنجان، سیرجان، بروجرد و ... به‌طور پراکنده در دیگر شهرها زندگی می‌کنند.
1. یهودیان آذربایجان
2. یهودیان بوشهر
3. یهودیان کرمانشاه
4. یهودیان گیلان
5. یهودیان مشهد
6. یهودیان همدان
7. یهودیان بوکان
8. یهودیان کاشان

## یهودیان ایرانی در خارج از ایران

### در آمریکا
جوامع بزرگی از یهودیان ایرانی در نیویورک و لس آنجلس زندگی می‌کنند.
از قرن نوزدهم میلادی بخشی از یهودیان مشهد، که تحت فشار بودند با پیمودن مسافت طولانی تا بمبئی با کشتی به نیویورک (که پس از اسرائیل، بزرگ‌ترین جامعه یهودی‌نشین جهان است) می‌رفتند. بسیاری از یهودیان هم در دهه‌های شصت و هفتاد میلادی برای تحصیل و تجارت به نیویورک رفتند. یهودیان زاده ایران بخش بسیار کوچکی از جامعه یهودی نیویورک را تشکیل می‌دهند. شمار یهودیان ایرانی مقیم نیویورک از دهه هفتاد فزونی گرفت. یهودیان ایرانی‌تبار مقیم نیویورک، با بنیادهای مختلف نظیر مکابی تشکیل داده‌اند.